# Betty Gofman
Betty Gofman, née à  Rio de Janeiro le 3 juin 1965, est une actrice brésilienne de théâtre, de cinéma et de télévision.

## Biographie
Elle naît à Rio de Janeiro. Son époux est le philosophe Hugo Barreto, avec qui elle a deux filles. Elle est la sœur de l'actrice Rosane (Roxanne) Gofman (pt).
Après une formation théâtrale, elle étudie avec Maria Clara Machado (pt) et à la Casa de Arte das Laranjeiras.
Alors que sa sœur Roxanne poursuit une carrière d'actrice, Gofman décide de lui emboîter le pas. Elle n'a que 20 ans lorsqu'elle a été choisie pour la première version du soap opera Ti Ti Ti (1985) et est connue par son personnage Monique dans Selva de Pedra. Irrévérencieuse, elle joue souvent dans des comédies. Dans Caminho das Índias, un autre feuilleton télévisé brésilien, elle suscite l'hilarité du public avec son personnage maladroit Dayse. Elle participe à plusieurs soap operas et mini-séries, parmi lesquels Um Só Coração, produit par Rede Globo, où elle incarne la peintre Anita Malfatti. Elle joue également un personnage dans Cortina de Vidro de Walcyr Carrasco.
Elle fait ses débuts au cinéma dans Feliz Ano Velho de Roberto Gervitz sorti en 1987. Elle intègre la compagnie théâtrale de Bia Lessa et participe à plusieurs festivals internationaux de théâtre. Elle joue dans Everyday, adapté du roman de Virginia Woolf, Casa de Bonecas d'Ibsen, A Megera Domada et Orlando.

## Filmographie

### Télévision
- 1985 - Ti Ti Ti
- 1987 - Direito de Amar
- 1989 - Que Rei Sou Eu?
- 1989 - Cortina de Vidro
- 1991 - O Dono do Mundo
- 1995 - Engraçadinha... Seus Amores e Seus Pecados
- 1995 - Decadência
- 1996 - A Comédia da Vida Privada
- 1999 - Vila Madalena
- 2000 - Garotas do Programa
- 2001 - Os Normais
- 2001 - Sai de Baixo
- 2002 - O Beijo do Vampiro
- 2002 - Desejos de Mulher
- 2004 - Celebridade
- 2004 - Começar de Novo
- 2004 - Um Só Coração
- 2005 - Sob Nova Direção
- 2005 - América
- 2006 - A Diarista
- 2006 - JK
- 2007 - O Sistema
- 2007 - Amazônia, de Galvez a Chico Mendes
- 2008 - Casos e Acasos
- 2009 - Caminho das Índias
- 2010 - Ti Ti Ti
- 2012 - Salve Jorge[3].
- 2014 - Em Família[4]
- 2015 - Escolinha do Professor Raimundo
- 2016 - Haja Coração
- 2017 - A Força do Querer
- 2018 - Deus Salve o Rei
- 2021 - Um Lugar Ao Sol

| - 1987 - Os Trapalhões no Auto da Compadecida - 1987 - Feliz Ano Velho - 1989 - Kuarup - 1994 - Boca - 1999 - Até que a Vida nos Separe - 2000 - Cronicamente Inviável - 2000 - Amélia - 2003 - Viva Voz - 2003 - Oswaldo Cruz - O Médico do Brasil - 2003 - Eclipse. | - Orlando - A Megera Domada - Casa de Bonecas - Cotidiano. - A Vingança do Espelho: A história de Zezé Macedo |